# Oulainen
Oulainen [ˈɔu̯lɑi̯nɛn] (schwedisch historisch Oulais) ist eine Stadt in Nordwestfinnland. Sie liegt rund 100 km südlich der Stadt Oulu am Ufer des Flusses Pyhäjoki in der Landschaft Österbotten.

## Überblick
Die Gemeinde besteht seit 1865, 1977 wurden ihr die Stadtrechte verliehen. Neben dem Hauptort Oulainen zählen die Dörfer Kilpua, Lehtopää, Matkaniva, Petäjäskoski, Piipsjärvi und Honkaranta zur Gemeinde. Der namensgebende See der Ortschaft Piipsjärvi wurde um 1800 trockengelegt, um landwirtschaftliche Nutzfläche zu gewinnen, sein Becken wurde jedoch 1978 wieder geflutet. Er ist der einzige See Finnlands, der auf diese Weise „wiederhergestellt“ wurde und ein beliebtes Anglerrevier.
Oulainen ist durch seine Lage an der Bahnstrecke Oulu–Helsinki, der Staatsstraße 86 und als Standort des Linienbusunternehmens Oulaisten Liikenne ein wichtiger Verkehrsknotenpunkt in Österbotten. Verschiedene mittelständische Dienstleistungs- und Industriebetriebe haben sich hier angesiedelt.

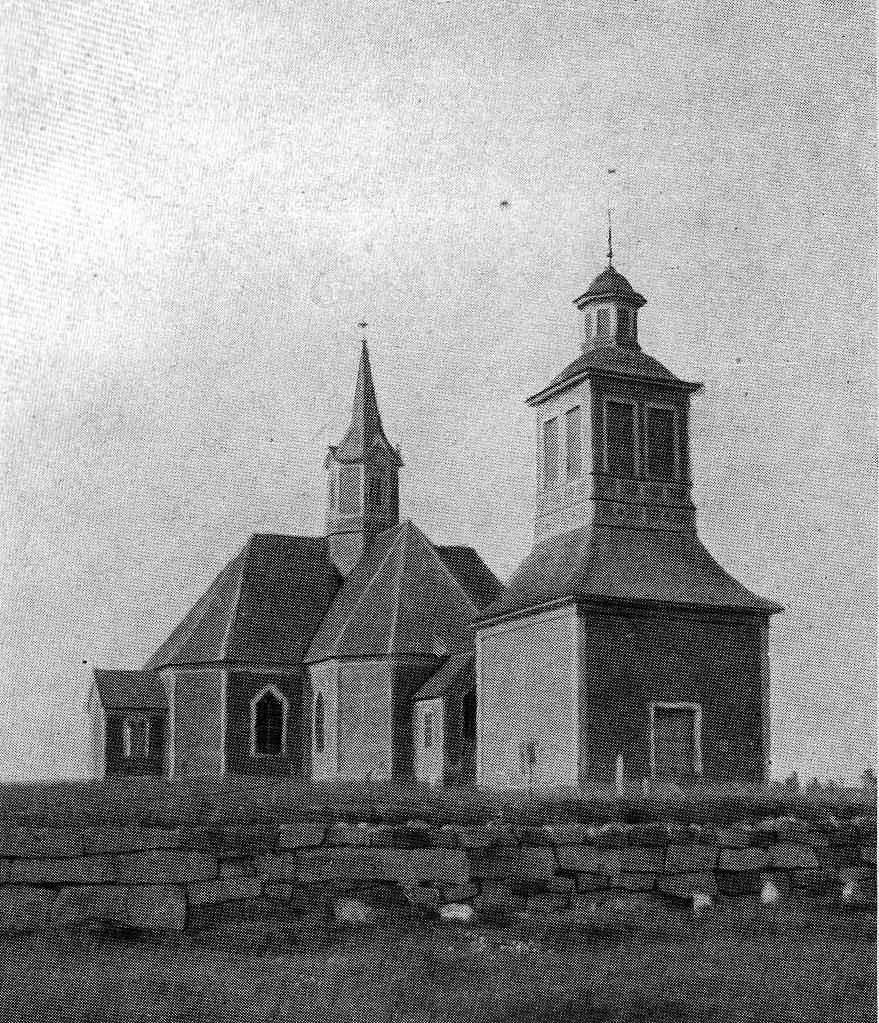
Kirche von Oulainen (1753)
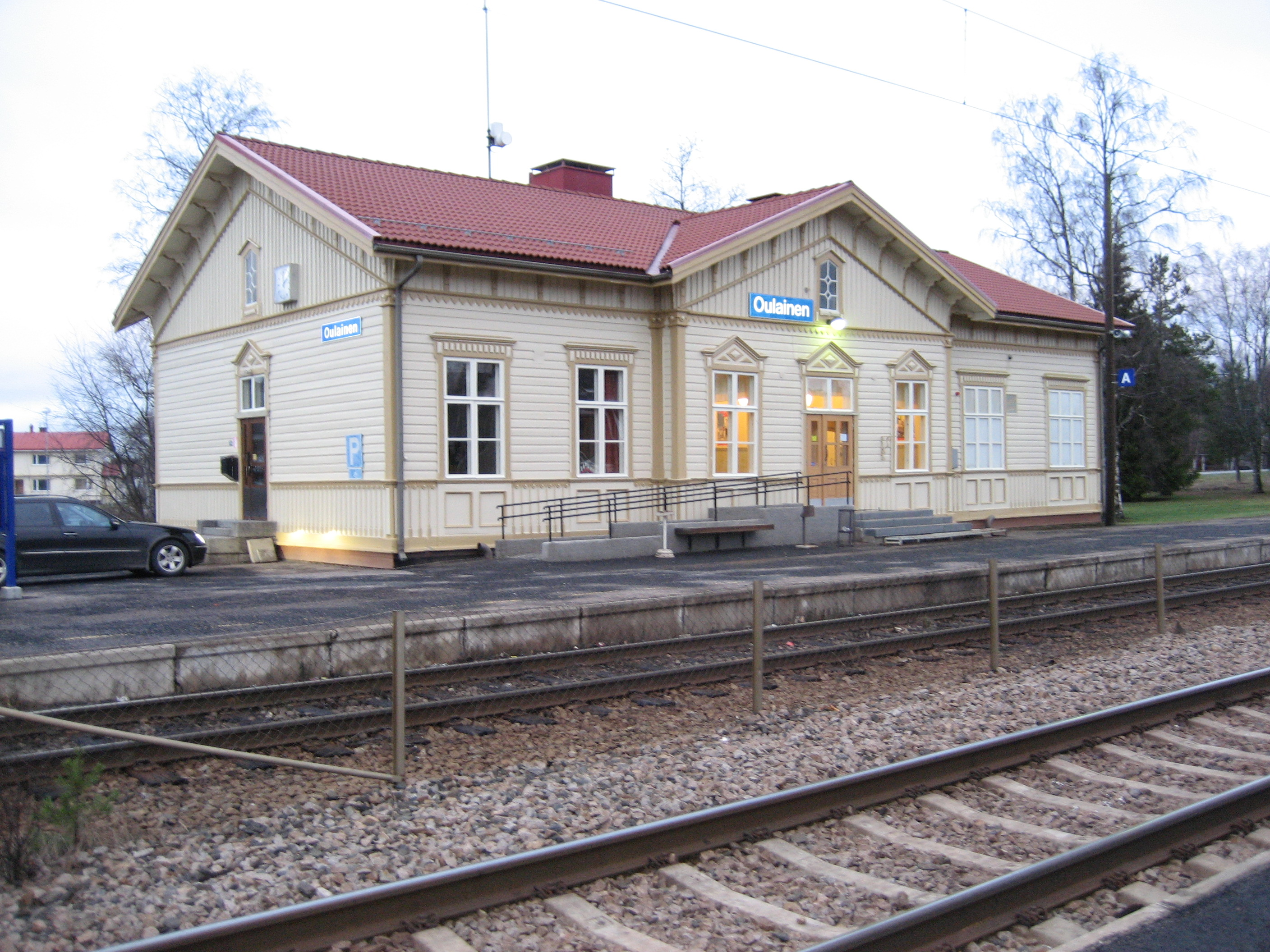
Bahnhof von Oulainen
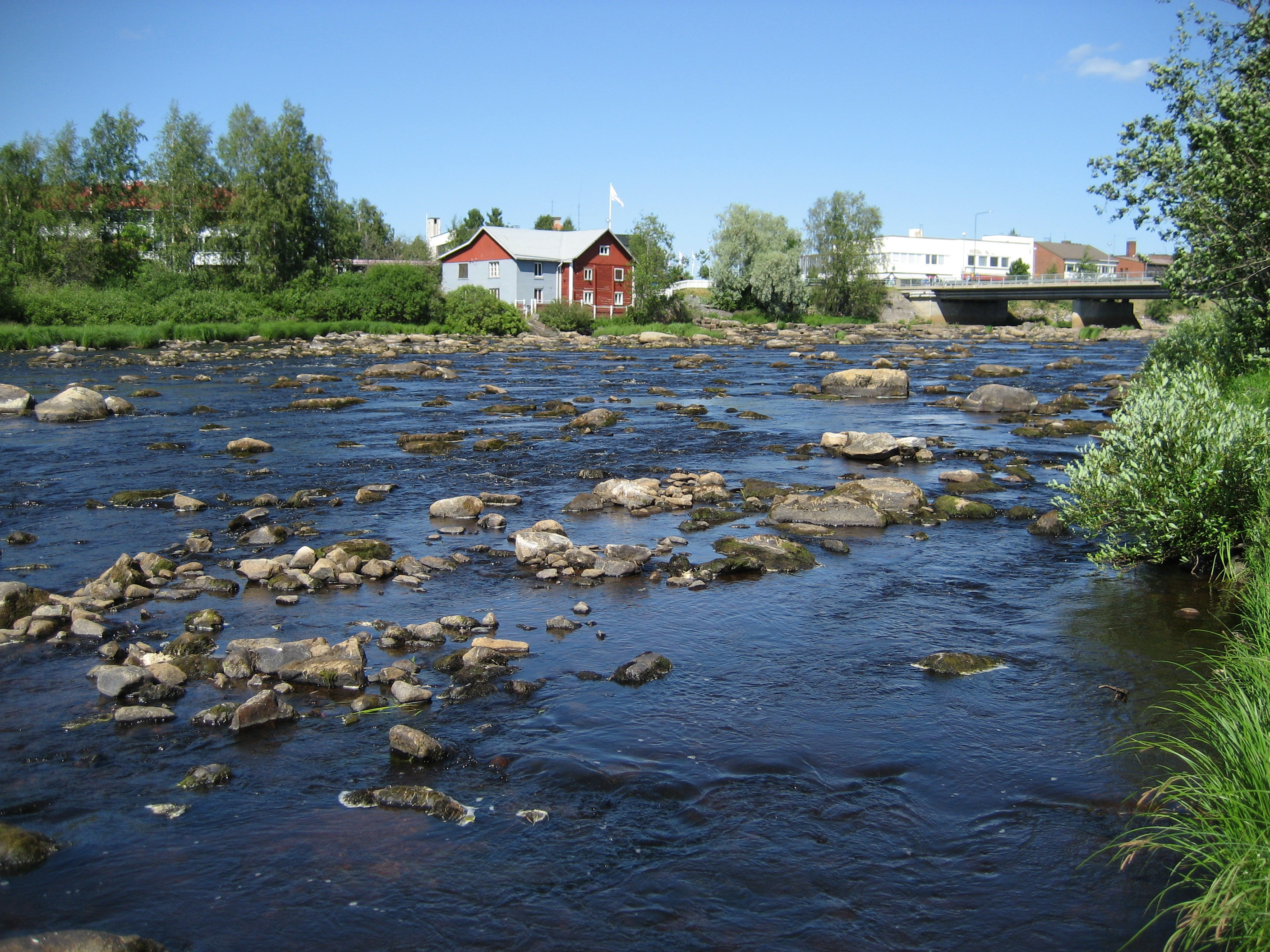
Stromschnellen von Oulainen

## Politik

### Stadtrat
Die dominierende politische Kraft in Oulainen ist die Zentrumspartei. Bei der Kommunalwahl 2012 erhielt sie mehr als 50 % der Stimmen. Im Stadtrat stellt sie 16 von 27 Abgeordneten. Vier Sitze konnte die konservative Nationale Sammlungspartei erringen. Die Sozialdemokraten und die rechtspopulistischen Wahren Finnen gewannen ja drei Mandate. Ein Mandat entfiel auf das Linksbündnis.
| Partei                    | Wahlergebnis 2012 | Sitze   |
| ------------------------- | ----------------- | ------- |
| Zentrumspartei            | 54,4 % (−0,8)     | 16 (−4) |
| Nationale Sammlungspartei | 15,2 % (−3,2)     | 4 (−2)  |
| Sozialdemokraten          | 12,8 % (−3,2)     | 3 (−3)  |
| Wahre Finnen              | 10,5 % (+7,0)     | 3 (+2)  |
| Linksbündnis              | 6,0 % (−1,0)      | 1 (−1)  |
| Andere                    | 1,2 % (+1,2)      | 0 (±0)  |

### Wappen
Beschreibung des Wappens: Im grünen Schild ein goldener Krebs.

### Städtepartnerschaften
Oulainen unterhält Städtepartnerschaften zu Hørsholm (Dänemark), Karksi (Estland), Leksand (Schweden), sowie Lillehammer (Norwegen).

## Persönlichkeiten
- Eeli Erkkilä (1909–1963), Politiker